# Yakoma (Kongo)
Yakoma ist eine Stadt in der Provinz Nord-Ubangi der Demokratischen Republik Kongo (DRK) und Sitz des Yakoma-Territoriums.

## Lage und Klimatisches
Yakoma liegt am Südufer des Uele-Flusses an der Stelle, an der dieser mit dem Mbomou zusammenfliesst. Beide Flüsse bilden hier den Ubangi-Fluss. Der Ubangi bildet die Grenze zwischen der Demokratischen Republik Kongo und der Zentralafrikanischen Republik. Obwohl es das ganze Jahr über regnet, dauert die Regenzeit von Ende März bis Anfang November, wobei die Zeit von Mai bis August am feuchtesten ist. Tau ist zu jeder Jahreszeit häufig.

## Geschichte
Die Regierung des Freistaats Kongo richtete in Yakoma eine Station zur Sammlung von Elfenbein und Kautschuk ein. Sie lag gegenüber der ursprünglichen französischen Hauptstadt Ubangi-Schari der heutigen Zentralafrikanischen Republik in Les Abiras. In den Jahren 1894 und 1895 bauten die ersten Siedler des Gebiets die Ressourcen unter Zwang ab. Ein Reisender, der 1905 den Posten in Yakoma besuchte, bemerkte, dass die Arbeiter inzwischen bezahlt wurden, aber hauptsächlich in Form von Perlen und Salz und nicht in Form von Geld.
Die Schlafkrankheit scheint in das Gebiet durch den Anstieg des Kanuverkehrs eingeschleppt worden zu sein, der die Kolonialposten entlang des Flusses von Libenge nach Yakoma versorgte. 1909 wurde ein Lazarett eingerichtet, um das Problem zu lösen, obwohl die Territorialverwaltung keine Unterstützung leistete. Zwischen November 1910 und August 1911 wurden in Yakoma mehr als 200 Opfer begraben. Bis November 1912 waren in einigen Dörfern bis zu 70 % der Menschen infiziert.
Heute gibt es in der Stadt ein Krankenhaus mit 91 Betten und einer Auslastung von 70 % bis 90 %. Im Jahr 2007 waren zwei Ärzte und 13 Krankenschwestern mit dem Krankenhaus verbunden.

## Demografie
Im Jahr 2013 wurde die Bevölkerung auf 12459 Einwohner berechnet.

## Weblink
- World Gazetteer: Yakoma. Archiviert vom Original am 9. Februar 2013; abgerufen am 25. Februar 2025 (englisch).